# 西南财经大学天府学院
西南财经大学天府学院（TIANFU COLLEGE OF SWUFE），简称西财天府，是经教育部批准，由中华人民共和国教育部直属重点大学西南财经大学申办，四川维奥教育投资有限公司投资，将西南财经大学电子商务学院（西南财经大学涪江校区）进行整体置换而设立的独立学院。据2019年学院官网显示，拥有绵阳、成都（东区、西区）和德阳四个校区，总面积2170余亩。共有本专科在校生24939人，专任教师 1375名；开设经济、管理、文学、艺术、工学学科五大类59个专业（本科34个专业，专科25个专业）。
西南财经大学天府学院被评为“21世纪中国教育改革创新示范院校 ” ，“亚太十大教育创新示范基地”，在2015中国财经类独立学院排行榜中名列第3位 （页面存档备份，存于）。

## 历史
西南财经大学天府学院原为西南财经大学电子商务学院。该学院的创办是为了支援绵阳科技城建设，提出试办构想的是中国人民银行模拟银行实验中心。2001年，西南财经大学与绵阳市人民政府签订了合作办学的意向书。2002年3月18日，西南财经大学增设校内直属教学单位电子商务学院。
2002年3月18日，西南财经大学增设校内直属教学单位——西南财经大学电子商务学院。
2006年4月12日，中华人民共和国教育部同意西南财经大学与四川维奥教育投资有限公司合作试办西南财经大学天府学院。西南财经大学天府学院作为独立学院，享有法人财产权。西南财经大学电子商务学院不再招生，院系学生整体迁回西南财经大学光华校区。同年7月，西南财经大学天府学院开始招生。9月，天府学院第一批学生入学。
2012年7月，学校开始在四川省、福建省、浙江省、上海市、西藏自治区等多个地区招收全日制普通本科第二批次考生。同年8月，西南财经大学天府学院成都校区（东区）、西财天府创业实训基地（成都校区西区）竣工正式投入使用。
2014年7月，学校开始在广东省、山东省、内蒙古自治区等地区招收全日制普通本科第二批次考生。
2018年11月，西南财经大学天府学院德阳校区正式启用。

## 院系设置(2019年数据)
西南财经大学天府学院已有经济、管理、文学、艺术、工学学科五大类59个专业（本科34个专业，专科25个专业），学院院系和专业设置具体如下：
行政院系:
- 绵阳校区：崇德苑（系）、芳华苑（系）、格物苑（系）、德馨苑（系）、知行苑（系）
- 成都校区（东区）：长风苑（系）、明德苑（系）、金石苑（系）、光华苑（系）、崇文苑（系）
- 成都校区（西区）：西区A区（系）、西区B区（系）、西区C区（系）、西区D区（系）、西区E区（系）[6]

## 专业设置
| 教学院系 | 本科专业                                                              | 专科专业                                                                           |
| -------- | --------------------------------------------------------------------- | ---------------------------------------------------------------------------------- |
| 管理系   | 会计学、会计学（CPA）、会计学（CMA）、会计学（AICPA）、会计学（ACCA） | 会计电算化、会计与审计、会计与统计核算                                             |
| 管理系   | 财务管理(公司理财)、财务管理(理财规划)、资产评估、审计学              | 财务信息管理、税务、资产评估与管理                                                 |
| 管理系   | 工程造价、工程管理、工业工程、质量管理工程、建筑电气与智能化          | 工程造价、建筑工程管理                                                             |
| 管理系   | 物流管理、采购管理                                                    | 连锁经营管理                                                                       |
| 管理系   | 社会工作                                                              | 老年服务与管理                                                                     |
| 管理系   | 人力资源管理（PHR）                                                   | 暂未开设                                                                           |
| 管理系   | 市场营销                                                              | 营销与策划、市场开发与营销                                                         |
| 管理系   | 旅游管理                                                              | 涉外旅游（酒店管理）、涉外旅游（涉外导游）、农村区域发展、社会工作、体育经济与管理 |

| 教学院系 | 本科专业 | 专科专业                                                                 |
| -------- | --- | ------------------------------------------------------------------------ |
| 经济系   | 金融学（资产管理）、金融学（风险管理）、金融学（国际私人银行）、资产评估                                                   | 证券与期货、保险实务、统计实务                                           |
| 经济系   | 农村区域发展（现代农业经营与管理）                                                                                         | 暂未开设                                                                 |
| 计算机系 | 计算机科学与技术（大数据机器学习方向）、计算机科学与技术（移动互联网方向）、信息管理与信息系统（财务与金融信息化管理方向） | 嵌入式技术与应用专业、信息安全与管理专业、计算机信息管专业、软件技术专业 |
| 计算机系 | 信息管理与信息系统（数据分析师方向）、数字媒体技术                                                                         | 移动应用与开发专业                                                       |
| 经济系   | 国际经济与贸易 | 暂未开设                                                                 |
| 语言系   | 英语(金融与商务英语Finance and Economics English方向)、法语                                                                | 暂未开设                                                                 |
| 经济系   | 体育经济与管理 | 暂未开设                                                                 |